# Marc Bloch
Marc Léopold Benjamin Bloch (ur. 6 lipca 1886 w Lyonie, zm. 16 czerwca 1944 w Saint Didier de Formans) – francuski historyk średniowiecza, członek francuskiego ruchu oporu, rozstrzelany przez Niemców, współzałożyciel szkoły Annales.

## Życiorys
Urodził się w Lyonie jako syn profesora historii Gustave’a Blocha, pochodził z rodziny alzackich Żydów. Studiował w Paryżu, następnie w Berlinie i Lipsku. W czasie I wojny światowej służył w piechocie francuskiej, kończąc wojnę ze stopniem kapitana. Za zasługi wojenne został odznaczony Krzyżem Wojennym oraz orderem Legii Honorowej.
Po wojnie, od 1919 do 1936 Marc Bloch wykładał historię średniowiecza na uniwersytecie w Strasbourgu. W 1929 założył wraz z Lucienem Febvrem szkołę Annales, wywodzącą swą nazwę od wydawanego przez nich periodyku „Annales d’Histoire Economique et Sociale” (obecnie: „Annales. Histoire, Sciences Sociales”). Najistotniejsze prace Blocha obejmowały studia nad feudalizmem, był autorem fundamentalnej pracy: „Społeczeństwo feudalne” (fr. La société féodale). W 1936 zastąpił Henri Hausera na stanowisku profesora historii gospodarczej na Sorbonie.
W 1939, po wybuchu II wojny światowej, zgłosił się do wojska. Po upadku Francji, w 1940 napisał pracę L’Étrange Défaite („Dziwna klęska”) o przebiegu i podłożu klęski w kampanii francuskiej 1940. Po zajęciu Francji przez Niemcy, zaczął działać we francuskim ruchu oporu (Résistance), w którym stał się jednym z przywódców okręgu Lyonu. 8 marca 1944 został ujęty w Lyonie przez Gestapo, po czym został rozstrzelany 16 czerwca 1944 r.
W 1998 Uniwersytet Nauk Humanistycznych w Strasburgu nazwano jego imieniem.

### Publikacje w języku polskim
- Pochwała historii, czyli O zawodzie historyka, przeł. Wanda Jedlicka, przejrzał i przedm. opatrzył Witold Kula, Warszawa: Państwowe Wydawnictwo Naukowe 1960; wyd. 2 Warszawa: Państwowe Wydawnictwo Naukowe 1962; wyd. 3 przekł. uzupeł., zred. i wprow. poprz. Hubert Łaszkiewicz, Kęty: Wydawnictwo Marek Derewiecki 2009.
- Społeczeństwo feudalne, tł. Eligia Bąkowska, wstępem poprzedził Andrzej Feliks Grabski, Warszawa: Państ. Instytut Wydawniczy 1981 (wyd.2 Warszawa: Państ. Instytut Wydawniczy 2002).
- Królowie cudotwórcy. Studium na temat nadprzyrodzonego charakteru przypisywanego władzy królewskiej zwłaszcza we Francji i w Anglii, słowo wstępne Jacques Le Goff, przeł. Jan Maria Kłoczowski, Warszawa: „Volumen” – „Bellona” 1998.
- Dziwna klęska, przeł. Katarzyna Marczewska, Warszawa: Oficyna Naukowa 2008.